# Soap Seoul
Soap Seoul(소프 서울)은 이태원에 위치한 음악 베뉴이다.
소프 서울은 런칭 후 언더그라운드 음악 씬에서 경쟁력있는 로컬/인터내셔널 아티스트를 섭외하며 빠르게 입지를 굳혀갔다.
또한, 전세계 클럽 최초로 Apple Music의 큐레이터로 선정되기도 했다.
2019년, 소프 서울은 의류 브랜드를 런칭하고, 온라인 스토어인 소프 서울 스토어 또한 오픈했다.
많은 아티스트들이게 영감을 주는 곳으로도 자리 잡으면서 자연스럽게 아티스들의 가사나 뮤직비디오에도 등장했다.  2019년 발매된 펀치넬로의 "Blue Hawaii"의 가사와 뮤직비디오의 배경이 되었고 2020년 식케이와 구스범스의 EP 앨범 [Officially OG]에는 "Soap Seoul"이라는 트랙이 수록되기도 했다. 또한, 같은해 발매된 창모의 "Swoosh Flow"의 가사에서도 소프가 언급된다.
2020년에 소프 서울은 소프 레코즈라는 이름의 음악 레이블 또한 런칭하며 음악적인 무브먼트를 이어가고 있다.

## Soap Records에 팔매한 아티스트 리스트
- BRLLNT[12]
- DAUL[13]